# Stine Andersen
Pour les articles homonymes, voir Andersen.
Stine Andersen, née le 25 mars 1993 à Odense, est une handballeuse internationale danoise évoluant au poste d'ailière droite.

## Palmarès

### En club
compétitions internationales
- vainqueur de la coupe EHF en 2013 et 2015 (avec Team Tvis Holstebro)
- vainqueur de la coupe d'Europe des vainqueurs de coupe en 2016 (avec Team Tvis Holstebro)